# Semantička demencija
Semantička demencija (skraćeno SD) je oblik frontotemporalne lobarne degeneracije (skraćeno FTLD) koji asimetrično zahvata prednje delove slepoočnog (temporalnog)  režnja mozga, i manifestuje se fluentnom anomičnom afazijom i promenama u ponašanju. Kad je više zahvaćena leva polovina mozga, mogućnost razumevanja reči se progresivno gubi. Govor je fluentan, ali mu nedostaje značenje. Kad je više zahvaćena desna polovinina mozga, bolesnici imaju progresivnu anomiju (nemogućnost imenovanja predmeta) i prozopagnoziju (nemogućnost prepoznavanja prijateljskih lica). Bolesnici se ne mogu prisetiti topografskih odnosa. Neki bolesnici sa semantičkom demencijom također imaju i Alchajmerovu bolest.

## Istorija
Semantičku demenciju prvi put je opisao Arnold Pick 1904. godine, ali ga je u novije vreme definisala i opisala Elizabeth Varrington 1975. godine.
Međutim, tek 1989. bolest je nazvana „semantička demencija“, nakon što su bolesti povezanli sa atrofijom temporalnog režnja John Hodges i sar. 1992. i dali klasični opis njenih kliničkih i neuropsiholoških karakteristika.

## Epidemiologija
Epidemiološki podaci  govore da je do 3 puta veća učestalosti levostrane SD od desnostrane SD, koje  mogu biti rezultat pogrešnog  dijagnostikovanja desnostrane semantičke demencije kao primarno psihijatrijskog poremećaja.
Ovom bolešću zbog koje se veliki broj pacijenata javlja za pomoć tek onda kada bolest uzme maha, u narednim decenijama počeće da liči na epidemiju, jer su pogođeni ne samo bolesnici već i bližnji obolelih čiji život postaje pakao, a prave strategije kako da im se pomogne još uvek nema.

## Etiopatogeneza
Levostrana prednja slepoočna atrofija
Bolesnici, sa primarno, levostranom prednjom  slepoočnom (temporalnom) atrofijom  prvo se krakterišu  gubitkom semantičkog znanja koji sledi hijerarhijski tok. Na primer, prvo se gubi znanje o vrsti mačaka, zatim sledi nemogućnost razlikovanja mačaka od ostalih životinja, i  na kraju osoba sve životinje doživljava kao stvari, da bi sa progresijom bolesti razvio multimodalnu agnoziju. Tokom kognitivnog  testiranja bolesnici ne uspevaju imenovati objekte, povezivati reči i pripadajuće slike. Epizodičko pamćenje (pogotovo vizualno), prostorna orijentacija i izvršne funkcije su očuvane.
Desna prednja slepoočna atrofija
Bolesnici sa primarnom desnostranom prednjom slepoočnom  atrofijom se ispoljavaju  bihevioralnim sindromom koji se preklapa s bv-FTLD. Uočljiva jer I emocionalna tupost, bizarna reakcija, odsutnost empatije i interesa za druge, netaktičnost, prozopagnozija i društveno neprihvatljivo ponašanje. Česta je rigidnost  koja se manifestuje  kroz  strogi raspored  i rutinau, proveravanjem sata ili restriktivnim dijetama. U poređenju sa bolesnicima koji boluju od bv-FTLD, pacijenti sa dominantnim promenama desnog temporalnog režnja su rigidniji i kompulzivniji, boluju od poremećaja u pishrani, poremećaja spavanja i poremećaja seksualne funkcije ( Bolesnici  sa desnostranim slepoočnom  atrofijom razvijaju semantički gubitak pamćenja karakterističan za levostrano zahvaćana područja u prosečnom periodu od 3 godine, nakon proširenja degeneracije na leve prednje polove slepoočnog  režnja. 
Bolesnici sa levostranom temporalnom SD-om razviju bihevioralni sindrom u sličnom periodu. Iako su kompulzivni poremećaji uobičajeni u obe grupe, kod levostrane SD su kompulzije orijentisane vizuelno, npr. skupljanje sjajnih predmeta, dok se kod desnostranih SD verbalno orijentisane (npr. izrugivanje, ponavljanje reči). 
Disinhibicija i apatija tipične za bvFTLD razvijaju se unutar 5-7 godina od početka simptoma kao rezultat promena u čeonom ( frontalnom)  režnju  i inzule.

## Dijagnoza
Dijagnostika SD primarno uključuje: 
- podmukli početak i postepenu progresiju simptoma,
- smetnje jezika (tečan i prazan govor; gubitak značenja reči koje se karakterišu oštećenjem sposobnosti imenovanja i razumevanja govora; semantičke parafazije) i/ili smetnje percepcije (prozopagnozija-nemogućnost prepoznavanja lica;
- asocijativna agnozija - nemogućnost prepoznavanja objekata,
- očuvano perceptualno povezivanje i preslikavanje,
- očuvano ponavljanje jedne reči i čitanja na glas,
- očuvano pisanje pravopisno ispravnih reči po diktatu.

Pomoćne dijagnostičke karakteristi SD uključuju: 
Smetnje jezika i govora
- potiskivanje govora-užurbani ili besni govor,
- neuobičajeno korištenje reči,
- nedostatak fonemske parafazije,
- površna disleksija i disgrafija,
- očuvano računanje.

Poremećaje ponašanja
- gubitak empatije;
- sužene preokupacije;
- škrtost;

Fizikalni znaci
- odsutnost ili zakasnelost primitivnih refleksa;
- parkinsonizam

Oštećenja semantičkog pamćenja
Dodatno je važan i nalaz teškog oštećenja semantičkog pamćenja, koji karakteriše:
- nemogućnost razumijevanja reči i/ili prozopagnozija ili asocijativna agnozija) uz očuvanu sintaksu,
- radno pamćenje,
- perceptualno procesuiranje i uredne prostorne sposobnosti na neuropsihološkim testovima,
- uredan nalaz EEG-a i nalaz atrofije (simetrične ili asimetrične) prednjeg dela slepoočnog  režnja.

## Terapija
Kako za semantičku demenciju ne postoji kauzalna terapija lečenje nije usmereno ka uzroku bolesti — već pre svega na korekcionu simptomatsku terapiju koja ima za cilj usporavanje i olakšavanje simptoma proizašlih iz poremećaja ličnog ponašanja, poremećaja govora, parkinsonizma i bolesti motoneurona. Terapija može biti farmakološka i nefarmakološka. 

### Farmakološka terapija
Kako ne postoji specifična terapija za lečenje frontotemporalne lobarne degeneracije koriste se lekovi sa dokazanim dejstvom u primarnim psihijatrijskim bolestima ili drugim neurodegenerativnim poremećajima sa sličnim simptomima.
Bihevioralni i kognitivni simptomi leče se inhibitorima ponovnog nakupljanja serotonina (SSRI) i inhibitorima ponovnog nakupljanja  noradrenalina i serotonina (SNRI).  Za primenu SSRI i SNRI postoji snažan dokaz budući da je utvrđeno da bolesnici koji boluju od frontotemporalne lobarne degeneracije:
- pokazuju promenjljive nivoe metabolita serotonina u cerebrospinalnom likvoru,
- postmortalno se uočava značajan gubitak serotoninergičnih dorzalnih rafa jezgara sa postmortalno i in vivo
- na PET snimcima uočava se  smanjenje broja serotoninergičnih receptora u frontalnom korteksu  tokom terapije.

Česte bihevioralne poteškoće, kao što su depresija, kompulzivni poremećaji, repetativna ponašanja, disinhibicija i stereotipije dobro odgovaraju na terapiju.
Kod bolesnika sa izraženom apatijom može se dati venlafaksin, dok se  kod oblika sa izraženim parkinsonizom primjenjuje bupropion. 
Kod  bolesnika koji pate od teških bihevioralnih poremećaja kao što su psihoza i agitacija, refraktorne na SSRI, primjenjuju se atipični antipsihotici, poput  kvetijapina, uz poseban oprez zbog nuspojava poput ekstrapiramidalnog sindroma, na koji su bolesnici sa frontotemporalnom lobarnom degeneracijom posebno osjetljivi, kao i zbog  dokazanog povećanja smrtnosti kod starijih bolesnika. 
Bolesnici sa parkinsonizmom mogu uzimati levodopu ili karbidopu, a u slučaju lošeg odgovora, koji je čest u CBD i PSP, treba razmotriti primenu pramipeksola ili ropinirola.
Bolesnici sa  kliničkom manifestacijom FTLD-ALS su kandidati za terapiju riluzolom, i njih treba uputiti u multidisciplinarni ALS centar, ukoliko je moguće, radi praćenja pulmonarnog i nutritivnog  statusa.
Urinarna inkontinencija može biti izazvana gubitkom voljne kontrakcije sfinktera zbog degeneracije frontalnog korteksa ili bolešću gornjeg i donjeg motornog neurona. U ovim slučajevima preporučuje se urodinamička obrada, kako bi se odredio primarni uzrok inkontinencije. Kod disfunkciji gornjeg motornog neurona mogu se primeniti antiholinergici, čije se uzimanje ne preporuča kao stalna terapija zbog rizika od pogoršanja kognitivnog deficita. Kod bolesti donjeg motoneurona moguća je povremena kateterizacija, ali je ona ne preporučljiva kao stalan oblik terapije zbog učestalih infekcija koje pacijenti s FTLD-om loše podnose.

### Nefarmakološka terapija
Nefarmakološka terapija je nezaobilazna, i bez nje se ne mogu očekivati dobri rezulatati primene farmakološke  terapije. Nefarmakološka terapija uključuje:
- edukaciju staratelja i porodice,
- lične telesne ili sredinske intervencije članova porodice ili staratelja, kako bi se minimizirala pojava povreda ili neželjeni tipovi ponašanja.
- govorna terapija,
- evaluacija sigurnosti životnog prostora,
- snabdevanje  obolelog augmentativnim spravama komunikacije
- dnevno planirane telesnih veži, koje su povezane sa usporavanjem i odlaganjem progresije motornih simptoma.[18]

## Napomene
1. ↑  Bolesnik koristi generički ili povezani pojam u zamenu za određeno ime predmeta.

## Spoljašnje veze
|  | Molimo Vas, obratite pažnju na važno upozorenje u vezi sa temama iz oblasti medicine (zdravlja). |